# 紅線鏢鱸
紅線鏢鱸為輻鰭魚綱鱸形目鱸亞目河鱸科鏢鱸屬的其中一種，分布於美國田納西河及Cumberland河流域，體長可達8.4公分，棲息在水流快速、水質清澈、岩石底質的溪流，屬肉食性，以水生昆蟲。